# Rasmus Sandin
Rasmus Sandin (né le 7 mars 2000 à Uppsala en Suède) est un joueur suédois de hockey sur glace. Il évolue au poste de défenseur.

## Biographie
En 2016, Sandin entame sa carrière junior avec le Brynäs IF dans le J20 SuperElit. En juin 2017, il est sélectionné en 2e ronde, 52e au total, par les Greyhounds de Sault Ste. Marie lors du repêchage européen de la LCH. Il fait le saut chez les professionnels avec Rögle BK de la SHL pour un total de 5 matchs avant de se joindre à Sault Ste. Marie pour la saison 2017-2018. À la fin de la campagne, il est nommé recrue de l'année par les Greyhounds et choisi comme finaliste pour le trophée de la famille Emms dans la LHO.
À l'aube du Repêchage d'entrée dans la LNH 2018, il est classé au 11e rang chez les patineurs nords-américains lors du dernier classement de la Centrale de recrutement de la LNH. Le 22 juin 2018, il est repêché en 1er ronde, 29e au total, par les Maple Leafs de Toronto. Le 16 juillet, il signe son premier contrat professionnel d'une durée de 3 ans avec Toronto.

### Vie privée
Il est le frère cadet de Linus Sandin qui est également joueur de hockey sur glace.

## Statistiques

### En club
| Saison     | Équipe                         | Ligue         |     | Saison régulière | Saison régulière | Saison régulière | Saison régulière | Saison régulière |   | Séries éliminatoires | Séries éliminatoires | Séries éliminatoires | Séries éliminatoires | Séries éliminatoires |
| Saison     | Équipe                         | Ligue         | PJ  | B                | A                | Pts              | Pun              | PJ               | B | A                    | Pts                  | Pun                  |                      |                      |
| 2016-2017  | Brynäs IF U20                  | J20 SuperElit | 36  | 3                | 15               | 18               | 14               | 2                | 0 | 1                    | 1                    | 2                    |                      |                      |
| 2017-2018  | Rögle BK                       | SHL           | 5   | 0                | 1                | 1                | 2                | -                | - | -                    | -                    | -                    |                      |                      |
| 2017-2018  | Greyhounds de Sault Ste. Marie | LHO           | 51  | 12               | 33               | 45               | 24               | 24               | 1 | 12                   | 13                   | 8                    |                      |                      |
| 2018-2019  | Marlies de Toronto             | LAH           | 44  | 6                | 22               | 28               | 16               | 13               | 0 | 10                   | 10                   | 6                    |                      |                      |
| 2019-2020  | Maple Leafs de Toronto         | LNH           | 28  | 1                | 7                | 8                | 10               | -                | - | -                    | -                    | -                    |                      |                      |
| 2019-2020  | Marlies de Toronto             | LAH           | 21  | 2                | 13               | 15               | 17               | -                | - | -                    | -                    | -                    |                      |                      |
| 2020-2021  | Maple Leafs de Toronto         | LNH           | 9   | 0                | 4                | 4                | 0                | 5                | 1 | 0                    | 1                    | 0                    |                      |                      |
| 2020-2021  | Marlies de Toronto             | LAH           | 1   | 0                | 0                | 0                | 0                | -                | - | -                    | -                    | -                    |                      |                      |
| 2021-2022  | Maple Leafs de Toronto         | LNH           | 51  | 5                | 11               | 16               | 4                | -                | - | -                    | -                    | -                    |                      |                      |
| 2022-2023  | Maple Leafs de Toronto         | LNH           | 52  | 4                | 16               | 20               | 23               | -                | - | -                    | -                    | -                    |                      |                      |
| 2022-2023  | Capitals de Washington         | LNH           | 19  | 3                | 12               | 15               | 16               | -                | - | -                    | -                    | -                    |                      |                      |
| 2023-2024  | Capitals de Washington         | LNH           | 68  | 3                | 20               | 23               | 24               | 1                | 0 | 0                    | 0                    | 2                    |                      |                      |
| Totaux LNH | Totaux LNH                     | Totaux LNH    | 227 | 16               | 70               | 86               | 77               | 6                | 1 | 0                    | 1                    | 2                    |                      |                      |

### En équipe nationale
| Année | Équipe    | Compétition                          |   | PJ | B | A  | Pts | Pun                |  | Résultat |
| 2017  | Suède U17 | Défi mondial des moins de 17 ans     | 6 | 0  | 2 | 2  | 2   | Médaille d'or      |  |          |
| 2017  | Suède U18 | Coupe Hlinka-Gretzky moins de 18 ans | 5 | 0  | 3 | 3  | 2   | Médaille de bronze |  |          |
| 2019  | Suède U20 | Championnat du monde junior          | 5 | 2  | 2 | 4  | 4   | Cinquième          |  |          |
| 2020  | Suède U20 | Championnat du monde junior          | 7 | 3  | 7 | 10 | 6   | Médaille de bronze |  |          |